# Lista conților și ducilor de Nevers

Blazonul comitatului de Nevers

Această listă cuprinde conții de Nevers, care s-au aflat la conducerea comitatului de Nevers.

## Scurt istoric
Istoria comitatului de Nevers este strâns legată de cea a Ducatului de Burgundia, de care a fost separat în secolul al XI-lea. Conții de Nevers au deșinut adesea și comitatul de Auxerre în secolele al XI-lea și al XII-lea, iar comitatul a fost în posesia conților de Flandra iar apoi din nou a ducilor de Burgundia, în secolul al XIV-lea. În 1539, el a fost anexat direct de către Franța și a devenit un ducat ținând de Coroana Franței, fiind pentru o vreme în posesia familiei Gonzaga.

## Conții de Nevers
- Otto-Henric (?–987; duce de Burgundia, 965–1002)
- Otto-Guillaume (987–992; duce de Burgundia, 1002–1004)
- Landri (992–1028)
- Renaud I (de asemenea, conte de Auxerre, 1031–1040)
- Guillaume I (de asemenea, conte de Auxerre, 1040–1083)
- Renaud al II-lea (de asemenea, conte de Auxerre, 1083–1097)
- Guillaume al II-lea (de asemenea, conte de Auxerre, 1097–1148)
- Guillaume al III-lea (de asemenea, conte de Auxerre, 1148–1161)
- Guillaume al IV-lea (de asemenea, conte de Auxerre, 1161–1168)
- Guy (de asemenea, conte de Auxerre, 1168–1175)
- Guillaume al V-lea (de asemenea, conte de Auxerre, 1175–1181)
- Agnes I (1181–1192)
  - Petru al II-lea de Courtenay (1184–1192; de asemenea, împărat latin de Constantinopol, 1216–1217)
- Matilda I (1192–1257)
  - Hervé al IV-lea de Donzy (1199–1223)
    - Agnes de Donzy, căsătorită cu Filip, delfinul Franței, apoi cu Guy de Chatillon
      - Iolanda I de Chatillon, căsătorită cu Archambaud al IX-lea de Bourbon, cu care a avut-o pe Matilda a II-a

  - Guiges de Albon (1226–1241)
- Matilda a II-a (de asemenea, contesă de Auxerre, 1257–1262)
  - Odo (de asemenea, conte de Auxerre, 1257–1262)
- Iolanda a II-a (1262–1280)
  - Ioan Tristan (1265–1270)
  - Robert al III-lea de Bethune (1272–1280; de asemenea, conte de Flandra, 1305-1322)
- Ludovic I (1280–1322)
- Ludovic al II-lea (de asemenea, conte de Flandra, 1322–1346)
- Ludovic al III-lea (de asemenea, conte de Flandra, 1346–1384)
- Margareta (1384); contesă de Flandra, 1384–1405)
  - Filip I (1384; de asemenea, duce de Burgundia, 1364–1404)
- Ioan I (1384–1404; de asemenea, duce de Burgundia, 1404–1419)
- Filip al II-lea (1404–1415)
- Carol I (1415–1464)
- Ioan al II-lea (1464–1491)
- Engelbert de Cleves (1491–1506)
- Carol al II-lea (1506–1521)

## Duci de Nevers
Ducii francezi erau cunoscuți și ca duci de Nivernais.
- Francisc I (1521–1562) (Mama sa, Maria de Albret (d. 1549), văduva lui Carol al II-lea, a luat și ea titulatura comitală în 1539, cu toate că Francisc și soția sa erau adevărați duce și ducesă.)
- Francisc al II-lea (1562–1563)
- Iacob (1563–1564)
- Henrieta de Cleves (1564–1601)
  - Ludovic Gonzaga (1566–1595)
  - Carol I Gonzaga (1595–1637)
- Carol al III-lea Gonzaga (1637–1659), a vândut ducatele de Nevers și Rethel în 1659 către cardinalul Jules Mazarin
- Jules Mazarin (1659–1661)
- Filip Jules Mancini (1661–1707)
- Filip Iuliu Francisc Mancini (1707–1768)
- Ludovic-Iuliu Mancini (1768–1798)